# Orichivský rajón
Orichivský rajón (ukrajinsky Оріхівський район) byl rajón v Záporožské oblasti na Ukrajině. Hlavním městem byl Orichiv a rajón měl přibližně 45 tisíc obyvatel. 

## Sídla v rajónu
- Orichiv